# Julián Murga
Julián Murga (Buenos Aires, 1829 - Carmen de Patagones, 1883) fue un militar argentino, que participó en las guerras civiles argentinas, en las luchas contra los indígenas del sur de su país y en la colonización de la Patagonia, considerándosele el fundador de la ciudad de Rawson.

## En las guerras civiles
Era primo de otro Julián Murga, coronel unitario tucumano de actuación destacada en las décadas de 1850 y 1860. En su juventud se exilió con su familia en Montevideo.
En 1845 se unió a las fuerzas correntinas reunidas por el general Paz para luchar contra Juan Manuel de Rosas y Justo José de Urquiza. Cuando Paz fue expulsado por haber querido derrocar a los Madariaga, lo siguió a su exilio paraguayo, y pasó al Brasil.
Regresó a Buenos Aires algún tiempo después de la batalla de Caseros; participó en la revolución del 11 de septiembre de 1852, y fue el jefe de la artillería del ejército unitario en la derrota de San Gregorio. Luchó en la defensa de Buenos Aires contra el sitio que le impusieron los federales del general Hilario Lagos.

## Carmen de Patagones
En agosto de 1853 pasó a la guarnición de Carmen de Patagones, localidad en la que sirvió por casi diez años, y que era la más austral de la Argentina por esa época.
En 1861 combatió en la batalla de Pavón, participó en el avance del general Venancio Flores hasta Santa Fe y después se unió a la campaña de Wenceslao Paunero hacia Cuyo, sirviendo un tiempo a órdenes de Domingo Faustino Sarmiento.
En septiembre de 1862 fue nombrado comandante militar de Patagones. Tuvo un trato amistoso con los caciques tehuelches y puelches de la zona y, por acuerdo con ellos, fundó el actual pueblo de Guardia Mitre y la ciudad de General Conesa, ambos en el valle inferior del río Negro. 
En septiembre de 1865 fue enviado en apoyo de los colonos galeses que acababan de llegar al valle inferior del río Chubut. Supervisó la división de las chacras entre los colonos, y eligió un lugar cerca del mar, donde fundó la ciudad de Rawson, en un curioso acto de obsecuencia hacia el ministro del interior, que había apoyado a los galeses. Militarmente, la colonia dependía de su mando, pero apenas dejó unos cuantos soldados en un fortín. Lo importante fue que allí flameaba la Bandera Argentina, símbolo de su principal éxito: impedir la posibilidad de que los galeses pretendieran fundar un estado independiente.
En 1868 fue ascendido a coronel; en abril del año siguiente, se embarcó con 150 hombres en un vapor, con el que el 25 de mayo ocupó formalmente la isla Choele Choel. Al saberlo, el cacique general Calfucurá hizo comunicar al jefe de la frontera que atacaría la isla y pasaría a degüello a los soldados, además de tomar represalias en la frontera bonaerense. Murga recibió orden de abandonar la isla, y la cumplió pocas semanas después de llegado.
Al año siguiente firmó un nuevo tratado de paz con Calfucurá, y en septiembre recibió la inesperada visita de un viajero inglés, George Chaworth Musters, que había hecho un insólito viaje por toda la Patagonia junto a una caravana de indígenas tehuelches.
En 1871 hizo una nueva campaña, casi amistosa, hasta la isla de Choele Choel. Allí salvó la vida del "Rey de Araucania y Patagonia", el aventurero francés Orélie Antoine de Tounens, y lo envió al exilio. Tres años más tarde, cuando este hizo de incógnito su tercera entrada en la Patagonia, lo reconoció y lo arrestó en Bahía Blanca, frustrando para siempre sus pretensiones.

## Últimos años
Se unió a la revolución de 1874 de Bartolomé Mitre contra el presidente Nicolás Avellaneda, y peleó en la decisiva derrota en la batalla de La Verde. Fue tomado prisionero y dado de baja.
En 1877 fue reincorporado al Ejército Argentino, y al año siguiente se le encargó administrar las raciones acordadas a los indígenas “amigos” en Carmen de Patagones. Desde allí participó en 1879 en la Conquista del Desierto comandada por Julio Argentino Roca al desierto: a los diez años exactos de su primera entrada, el 25 de mayo de 1879, formó entre los que ocuparon la isla de Choele Choel.
A principios de 1880 solicitó la baja del ejército, y se enroló entre las fuerzas porteñas que se lanzaron a la revolución contra el gobierno nacional, siguiendo al gobernador Carlos Tejedor. Peleó en la batalla de Puente Alsina y, tras la derrota, fue dado de baja. Se instaló en su casa de Carmen de Patagones, y fue reincorporado por última vez al ejército a mediados de 1883, pocos meses antes de su fallecimiento.